# Iso-Kusiainen
Iso-Kusiainen är en ö i Finland. Den ligger i sjön Isojärvi och i kommunen Siikais i den ekonomiska regionen  Norra Satakunta ekonomiska region  och landskapet Satakunta, i den sydvästra delen av landet, 240 km nordväst om huvudstaden Helsingfors. Öns area är 3,5 hektar och dess största längd är 420 meter i sydöst-nordvästlig riktning.